# Raymond Pujol
Ne doit pas être confondu avec Ramon Pujol.
Pour les articles homonymes, voir Pujol.
Raymond Pujol, né à Paris le 11 avril 1927 et mort à L'Haÿ-les-Roses le 19 septembre 2023, est un ethnologue français, professeur émérite au Muséum national d'histoire naturelle à Paris.

## Carrière
Raymond Pujol a été formé d'abord comme ingénieur agronome avant de travailler au laboratoire d'entomologie du Muséum national d'histoire naturelle. Ensuite, en travaillant en Afrique centrale il se consacre à l'ethnozoologie, toujours au sein du Muséum auquel il consacre sa carrière, en reprenant les travaux de l'ethnologue Eugène Rolland (1846-1909) et ses volumes Faune populaire de la France et Flore de France. À partir de 1966, Pujol dirige la section d'ethnozoologie du laboratoire d'Ethnobotanique et ethnozoologie du Muséum, devenu entre-temps l'UMR 7206 (Muséum, CNRS, Univ. Paris Cité) d'Ethnobiologie et biogéographie, puis d'Éco-anthropologie.
Dans le cadre du Muséum, au Jardin des plantes ou au musée de l'Homme, ainsi qu'à l'université Paris-Descartes, Pujol enseigne l'ethnobotanique-ethnozoologie de 1981 à 1998 et encadre de nombreux doctorants.
Il s'implique dans la création de l'écomusée du Val de Bièvre de Fresnes dans les années 1970. Lorsque, par la volonté de Jacques Chirac alors chef de l'État, le musée de l'Homme et le palais de la Porte-Dorée sont dépourvus de leurs collections d'art premier au profit du nouveau musée du Quai Branly et du MuCEM, les personnels des deux établissements se mettent en grève pour protester, tandis que Raymond Pujol songe à un projet « diversités » pour y présenter le genre humain dans sa diversité anthropologique, historique, linguistique et culturelle, sans oublier les aspects ethno-écologiques et la biodiversité, en se basant sur les collections ethnographiques restantes et, à la Porte-Dorée, sur l'aquarium tropical.

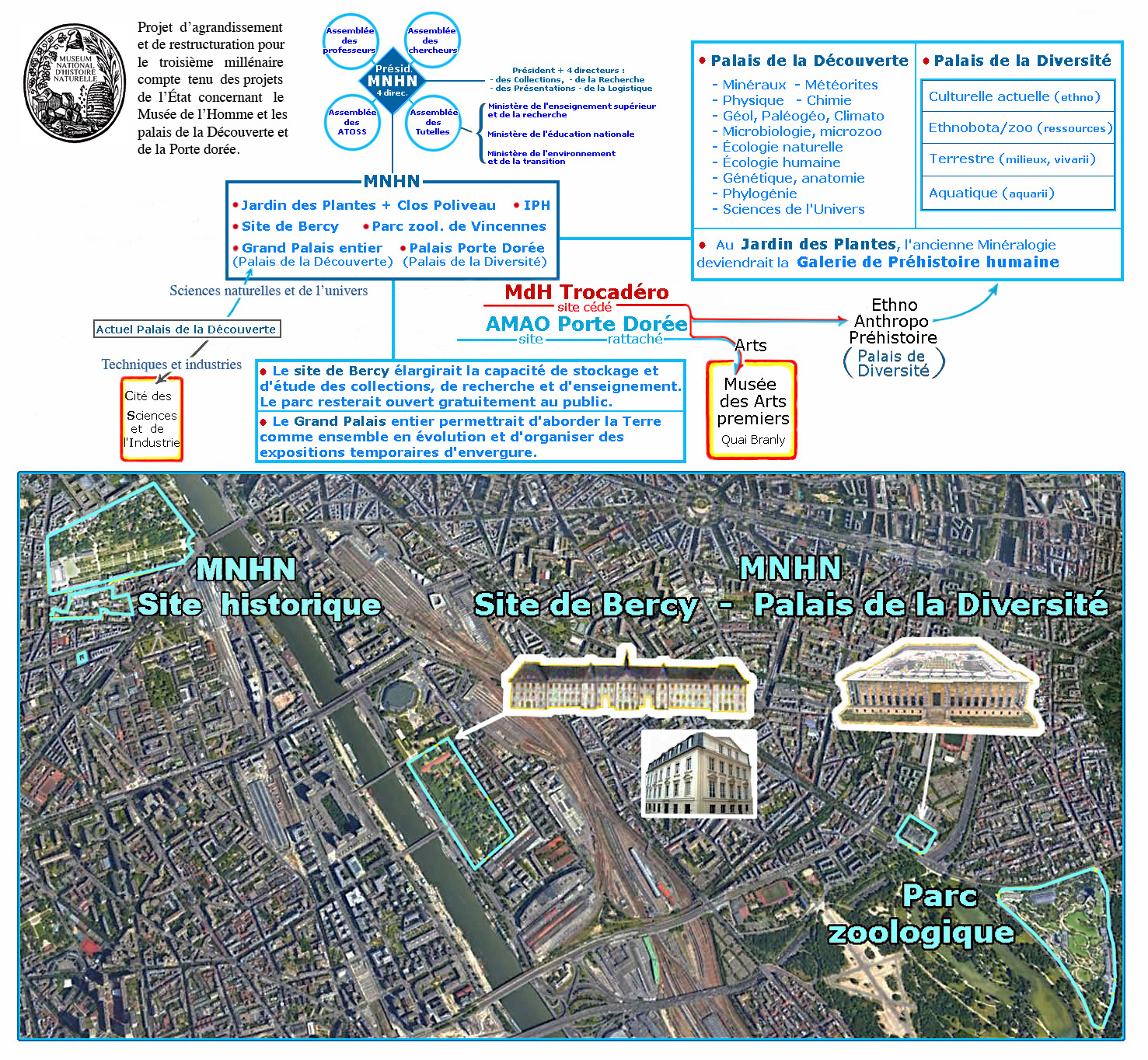
Projet « diversités » de Raymond Pujol (1999).

Finalement, le musée de l'Homme entre en rénovation pendant six ans en 2009, mais au palais de la Porte-Dorée, fermé en 2003, le projet « diversités » n'est pas retenu et c'est la « cité nationale de l'histoire de l'immigration » proposée par des historiens, qui est installée au-dessus de l'aquarium.
À partir de 1991, Raymond Pujol est secrétaire général de la société des Amis du Muséum national d'histoire naturelle et du Jardin des plantes puis devient en 2008 vice-président de cette association naturaliste, reconnue d'utilité publique depuis 1926.

## Principales publications
- Livre : Jean-Louis Morère et Raymond Pujol, Dictionnaire raisonné de biologie, Paris, Frison-Roche, 2003, 1222 p. [détail de l’édition] (ISBN 978-2-87671-300-0).
- Articles :
  - Journal d'agriculture traditionnelle et de botanique appliquée, 4 articles : « Recherches sur le charançon Balanogastris colae de la noix de cola (Desbr.) » (1955) ; « Étude préliminaire des principaux insectes nuisibles aux noix de cola » (1957) ; « Sur deux espèces de cola mal connues de Guinée française » (1958) ; « Description de l'œuf, de la chenille et de la chrysalide d’Imbrasia deyrollii Thorns » (1959).
  - « L'ethnozoologie au Muséum national d'Histoire naturelle » in Anthropozoologica : 20-31, 1985
  - Denis Chevallier, Christine Langlois et Raymond Pujol, « À propos d'ethnozoologie », Terrain, no 10,‎ avril 1988, p. 108-112 (lire en ligne)
  - « L'insecte dans l'alimentation humaine » in L. Bodson (éd.), L'animal dans l'alimentation humaine : les critères de choix - Actes du colloque international de Liège, 26-29 novembre 1986, Anthropozoologica NS no 2, 209, 1988
  - « À propos des "pots à moineaux" » in Anthropozoologica NS no 9, 1988
  - « Liste des mémoires d'ethnozoologie présentés au laboratoire d'ethnobiologie-biogéographie du Muséum national d'Histoire naturelle de 1985 à 1988 » in Anthropozoologica : 38-41, 1990.